# Kleine Rote Hufeisennase

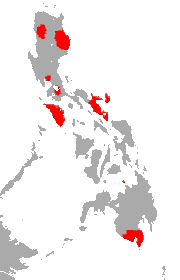
Grobe Skizze des Verbreitungsgebiets auf den Philippinen

Die Kleine Rote Hufeisennase (Rhinolophus subrufus) ist ein auf den Philippinen endemisches Fledertier in der Gattung der Hufeisennasen. Das Typusexemplar stammt aus der Umgebung von Manila.

## Merkmale
Ausgewachsene Exemplare sind mit Schwanz 82 bis 92 mm lang, die Schwanzlänge beträgt 22 bis 29 mm und das Gewicht liegt bei 12 bis 19 g. Es kommen 53 bis 57 mm lange Unterarme, Hinterfüße von 12 bis 13 mm Länge und 24 bis 27 mm lange Ohren vor. Das leicht wollige Fell ist oberseits rotbraun und unterseits heller in der gleichen Färbung. Das Nasenblatt ist breiter als der Mund und hat eine hufeisenförmige Grundform sowie einen dreieckigen Aufsatz. Eine ähnliche Art im selben Gebiet ist die Mindanao-Hufeisennase (Rhinolophus inops), die kein wolliges Fell hat. Die Philippinen-Hufeisennase (Rhinolophus philippinensis) ist etwas größer und hat im Verhältnis zum Körper deutlich größere Ohren.

## Verbreitung und Lebensweise
Es sind mehrere disjunkte Populationen auf den östlichen Philippinen bekannt. Die Kleine Rote Hufeisennase lebt im Flachland und in Gebirgen bis 1000 Meter Höhe. Das Gebiet ist meist mit tropischen Wäldern bedeckt, doch das Vorkommen scheint eher vom Vorhandensein geeigneter Höhlen abzuhängen.
Wie bei anderen Hufeisennasen, wird eine nachtaktive Lebensweise angenommen. Die Art teilt ihr Revier mit der Philippinen-Hufeisennase und der Großen Rotbraunen Hufeisennase (Rhinolophus rufus).

## Gefährdung
Dieses Tier ist sehr selten. Deswegen ist es nicht möglich, den Einfluss von Waldrodungen und neuen Bergbaugebieten auf den Bestand abzuschätzen. Die IUCN listet die Art mit unzureichende Datenlage (data deficient).